# Château de Vigouroux
Le château de Vigouroux est un château situé sur la commune de Saint-Martin-sous-Vigouroux dans le Cantal, en France. Il comportait deux édifices : un château fort, chef-lieu d'une ancienne châtellenie, possédé par les vicomtes de Murat puis de Carlat jusqu'en 1791 et un château de plaisance, construit à proximité par la famille de Berthomier qui n'avait aucun droit sur le fief de Vigouroux, et qui est le seul à subsister aujourd'hui.

## Historique
Une famille de Vigouroux est attestée dès le XIIe siècle. Cette ancienne châtellenie qui constituait un des mandements de la vicomté de Murat, puis de Carlat existe  depuis le XIe siècle. Cette forteresse a été détruite en 1360 par Jean Chandos, lieutenant du roi d'Angleterre.

### Fief supérieur
En 1273, Marquèze de Peyre, veuve de Pierre IV, vicomte de Murat, rendit hommage pour Vigouroux au nom de ses enfants à Henri II de Rodez, comme vicomte de Carlat.
En 1328, Helis de Murat, reçut 10 000 livres de dot assises sur la terre de Vigouroux lorsqu'elle épousa Bernard de Cardaillac.
En 1477, la seigneurie supérieure est confisquée à Jacques d'Armagnac qui est décapité, à la suite de sa révolte, et donnée à Jean de L'Isle. Elle est ensuite rendu à son fils, le duc de Nemours Jean d'Armagnac. En 1489, il vend les vicomtés de Carlat et de Murat à Pierre II de Bourbon, sire de Beaujeu en échange du comté de l'Isle-Jourdain. L'ensemble est finalement confisqué à Pierre de Bourbon et annexé à la couronne et se retrouve plusieurs fois dans l'apanage des reines douairières. En 1641, Louis XIII l'attribue en même temps que le Carladès à Honoré II Grimaldi de Monaco et à ses descendants qui l'ont conservé jusqu'à la Révolution française.
Il restait en 1780 un tronçon de tour de l'ancien château qui a été détruit et dont les matériaux ont été utilisés par M. de Lastic pour construire les écuries du château actuel.

### Seigneurie et château
Jacques de Berthomier, seigneur de La Vernhette, à Brezons et de La Fontio, avait une fille qui apporte le château moderne en dot en 1616 à Annet Ier de Lastic, seigneur de Bellemur, d'Auzolles et de Laterrisse. Ainsi débute la branche de Lastic-Vigouroux. Depuis cette époque, ce rameau de Lastic a continuellement résidé au château neuf de Vigouroux dont l'emplacement se trouve à côté de celui de l'ancien fort.
Annet II (1609-1688), épousa en 1638 Marie de Greil de la Volpilhère qui lui apporta le seigneurie de Saint-Martin-sous-Vigouroux et lui donna sept enfants.
Annet V de Lastic, seigneur de La Vergnette s'est marié en 1720 à Saint-Flour à Marie Coste, fille de François, receveur des Tailles et de Marguerite Delpuech. C'est à cette époque qu'il a ajouté un nouveau corps de logis en équerre avec la tour Est.
Joseph-Annet de Lastic (1772-1866), page de Louis XVI, qui était membre de la coalition d'Auvergne, devint chambelan de Impératrice Joséphine, inspecteur général des Haras, député du Cantal. Il épousa Octavie de Lastic-Sieujac (1785-1861), héritière de sa maison, ce qui a réuni les deux branches de cette famille. Leurs trois fils, Antoine-Annet dit Tony de Lastic (1810-1880), page de Charles X, Harold et Octave de Lastic étaient membres de la Société cantalienne.
Joseph de Lastic a vendu le château vers 1845 à M. Beaufils-Coste.

## Descriptions

### Château haut
Le château fort a disparu. De cette forteresse du XIe siècle il ne reste que des  fondations.
La chapelle castrale était sous l'invocation de Saint-Laurent.

### Château moderne
Le château de Vigouroux a été construit au XVIe siècle sur les soubassements d'une partie de la forteresse ruinée. Le logis rectangulaire est entouré  d'une tour d'escalier centrale, et de deux tours dont celle de l'ouest est portée sur un cul de lampe. Les ouvertures sont à croisées renaissance, sans croisillons.
Un corps de logis en équerre a été ajouté contre la tour Ouest vers 1720 par Anne V de Lastic tandis que le logis et les deux tours ont été réduits d'un étage. La tour des archives, située à l'arrière, a été rasée durant la Révolution et le bas relief qui figurait dans le tympan de la porte de la tour centrale, comme à l'hôtel dit des princes de Monaco à Vic-en-Carladez, a été  martellée.
Certaines fenêtres conservent des éléments de vitraux aux armes des Lastic du XVIIe siècle. La chambre du deuxième étage est ornée de papiers peints d'époque.